# Whole Foods Market
Whole Foods Market, Inc. — американська компанія, що володіє мережею супермаркетів, які спеціалізуються на роздрібному продажі продуктів здорового харчування. Перший магазин був відкритий 20 вересня 1980 року, а станом на 8 травня 2013 року компанія володіла 311 супермаркетами в містах Канади, США та Великої Британії.

## Історія
У 1978 році Джон Маккі і Рене Лоусон позичили $45000 у родичів та друзів і на ці гроші відкрили невеликий магазин натуральних продуктів під назвою SaferWay в Остіні, штат Техас. Назва магазину була пародією на супермаркети компанії Safeway.

## Нагороди та відзнаки
- Whole Foods Market була внесена до рейтингу «100 найкращих для роботи компаній» журналу Fortune. Компанія потрапляла в рейтинг щороку з моменту створення списку в 1998 р., найвища позиція — № 5 (2007 рік).[3] Станом на 1 листопада 2014 року компанія посідає 15 місце в рейтингу.[4]